# Kung Liljekonvalje av dungen
Kung Liljekonvalje av dungen (en inglés: "Crimes of Passion: King Lily of the Valley"), es una película sueca estrenada el 7 de agosto de 2013 dirigida por Christian Eklöw y Christopher Panov.
La película es la segunda entrega de la franquicia de la serie de películas Crimes of Passion.
Basadas en las novelas de crimen de la autora sueca Dagmar Lange mejor conocida como "Maria Lang".

## Historia
Einar Bure y su prometida Puck Ekstedt son invitados a participar a una pequeña boda en la ciudad de Skoga. Afuera de la iglesia se encuentran con el amigo de la infancia de Einar, Christer Wijk, el jefe del equipo nacional de investigaciones de homicidios y su madre Helena, quien los invita a pasar unos días en su casa. Cuando Joakim Kruse, el novio aparece frente a los invitados de la boda y les dice que la novia Anneli Hassel no ha llegado por lo que la boda sería cancelada. 
A pesar de que la boda se cancela, se continúa con la recepción en donde Christer se reencuentra con Dina, una mujer que conoció cuando era más joven pero a la que no había visto en mucho tiempo y termina teniendo relaciones con ella, Dina es una de las mejores amigas de Anneli. A la mañana siguiente Christer y Puck se encuentran con el cuerpo de Anneli, tirado el césped y apuñalado, y junto a su cuerpo un llavero con "Rock Hudson" en él. 
Por lo que comienza una investigación de asesinato, lo que lleva a la policía a descubrir que mucha gente ha estado mintiendo pero que ninguna está involucrada en el homicidio, sino que tratan de ocultar los secretos de otros, los cuales podrían causar la desgracia de la pequeña ciudad. 
Durante la investigación Christer descubre que en el llavero se encontraban las llaves de su trabajo y que momentos antes había ido a casa de Sebastian, su jefe a devolverlas. Cuando lo interroga Sebastian dice que no haberla visto a pesar de que varios testigos habían afirmado que vieron a Anneli saliendo con lágrimas de su casa. Poco después Wijk descubre que Fanny también le había mentido cuando le dijo que Anneli no había estado en su tienda, pero al interrogarla descubre que la razón era que quería ocultar que mantenía relaciones sexuales con Sebastian, un hombre casado.
Unos momentos después Lars Ove-Larsson, uno de los invitados de la boda, es encontrado inconsciente en el piso del suelo de su casa y cuando recobra la conciencia admite haber estado con Anneli, pero le dice a Christer que ella le había pedido que la dejara en el bosque y que no regresara por ella.
Cuando investigan en los bosques, se encuentran una cabaña perteneciente al alemán Mats Norgaard (quien resulta ser un ex-novio de Anneli), mientras investigan lo descubren colgado por el cuello de un árbol, al ahondar más en la cabaña la encuentran llena de imágenes de Anneli. Aunque las evidencias apuntan a que Mats es el responsable, Christer está segura que no es el asesino y cuando se realiza la autopsia y se descubre que Mats estaba muerto antes de ser colgado corroboran sus sospechas.
Finalmente cuando Christer va a hablar nuevamente con Lars, descubre una cuerda en su coche igual a la utilizada para colgar a Mats, antes de poder detenerlo Lars se escapa en su coche, donde mantiene secuestrada a Dina. Cuando Lars intenta estrangular a Dina, Christer logra salvarla.
Cuando la sirvienta de los padre de Anneli le llama a Christer para decirle sobre un descubrimiento y desaparece y poco después su cuerpo es descubierto ahogado en el baño. Christer descubre que el responsable de los asesinatos era Egon, quien estaba enamorado de Anneli. Finalmente Egon revela que había escondido las cartas de Mats para que Anneli nunca las leyera, que había hablado con Sebastian sobre su plan de casar a Anneli con Joakim para obtener su dinero, que había acuchillado a su hijastra después de intentar agarrarla y que había asesinado a Mars para que la policía creyera que él había sido el culpable, pero cuando la policía aseguró que Mats no era el responsable él había plantado la cuerda en el coche de Lars.
Mientras tanto Einar y Puck planean su boda, sin embargo al final Puck le dice a Eje que no quiere casarse todavía, que no quiere ser una ama de casa y en realidad quiere completar su doctorado, por lo que deciden esperar. Finalmente Christer y Dinna se reencuentran y vuelven a tener relaciones.

## Personajes

### Personajes principales
| Actor          | Personaje        | Ocupación                     |
| -------------- | ---------------- | ----------------------------- |
| Tuva Novotny   | Puck Ekstedt     | Estudiante de Literatura      |
| Linus Wahlgren | Einar "Eje" Bure | Historiador                   |
| Ola Rapace     | Christer Wijk    | Superintendente de la Policía |

### Personajes secundarios
| Actor                         | Personaje        | Ocupación                         |
| ----------------------------- | ---------------- | --------------------------------- |
| Ida Marianne Vassbotn Klasson | Dina             | Amiga de Anneli                   |
| Maya Hansson-Bergqvist        | Anneli Hassel    | -                                 |
| Alexander Stocks              | Joakim Kruse     | Prometido de Anneli               |
| Philip Panov                  | Lars Ove-Larsson | Amigo de Anneli                   |
| Maria Sid                     | Fanny Falkmann   | Florista                          |
| Lena B. Eriksson              | Gretel           | Madre de Anneli                   |
| Bengt Järnblad                | Egon             | Padrastro de Anneli               |
| Tomas Bolme                   | Sebastian        | Jefe de Anneli                    |
| Irma von Platen               | Elvira           | Sirvienta de los Padres de Anneli |
| Fredrik Dolk                  | Leo Berggren     | -                                 |
| Inga Landgré                  | Gustava          | -                                 |
| Eva Millberg                  | Helena Wijk      | Madre de Christer                 |
| Ulric von der Esch            | Axel             | -                                 |
| Victor von Schirach           | Kalle            | -                                 |

## Producción
La segunda película fue dirigida por Christian Eklöw y Christopher Panov, escrita nuevamente por Jonna Bolin-Cullberg y Charlotte Orwin (en el guion), contó con la participación de los productores Renée Axö y Cecilia Norman, en coproducción con Åsa Sjöberg, quienes contaron con el apoyo de los productores ejecutivos Jessica Ericstam, Johan Mardell y Josefine Tengblad, así como con el post-productor Johan Österman.
La composición de la música estuvo a cargo de Karl Frid y Pär Frid, mientras que la cinematografía y la edición estuvieron en manos de Andres Rignell y Sofia Lindgren, respectivamente.
Fue filmada en Fådstugugatan, Nora, Provincia de Örebro en Suecia.
Estrenada el 7 de agosto del 2013 en Suecia con una duración de 1 hora con 30 minutos.
La película contó con la compañía de producción "Pampas Produktion", otras compañías involucradas fueron "Auto Biluthyrning", "Cinepost Studios", "Ljud & Bildmedia", "Pulmenti AB", "Independent Dekor" y "Inland Film".
En el 2013 fue distribuida por "Svensk Filmindustri (SF)" en DVD y por "TV4 Sweden" en la televisión de Suecia, por "SF Film Finland" en Blue-ray DVD y en el 2014 por "Yleisradio (YLE)" a través de la televisión en Finlandia. 

### Emisión en otros países
| País      | Título                                                          | Fecha de Estreno                               |
| --------- | --------------------------------------------------------------- | ---------------------------------------------- |
| España    | Crimes of Passion: El rey de los valles                         | -                                              |
| Finlandia | Kielojen kuningas (título de DVD) Maria Lang: Kielojen kuningas | 24 de enero de 2014 (estreno en DVD y Blu-ray) |